# 뻗침 수용기
뻗침 수용기(stretch receptor) 또는 신장 수용기는 다양한 기관과 근육의 팽창에 반응하는 기계수용체로, 구심성 신경섬유를 통해 뇌간의 수질과 신경학적으로 연결되어 있다. 예로는 팔과 다리의 근육과 힘줄, 심장, 결장벽, 폐의 신장 수용체가 있다.
신장 수용체는 경동맥 주변에서도 발견되며, 이곳에서 혈압을 모니터링하고 뇌하수체 후엽에서 항이뇨 호르몬(antidiuretic hormone, ADH)의 방출을 자극한다.
유형은 다음과 같다.
- 골지 기관
- 근육 방추, 근육 뱃(belly)속에 있는 감각 수용체로 주로 근육 길이의 변화를 감지한다.
- 폐 뻗침 수용기(pulmonary stretch receptor), 폐에서 발견되는 기계 수용체
- 곤충의 현음기관(chordotonal organ)

## 같이 보기
- 목동맥 팽대(경동맥동)
- 압력반사
- 대동맥활(대동맥궁)
- 기계수용기
- 압력수용기
- 심방 나트륨이뇨 펩타이드